# Asosa
Asosa is een stad in Ethiopië en is de hoofdplaats van de regio Benishangul-Gumuz.
In 2005 telde Asosa 20.226 inwoners.

## Geschiedenis
In de Tweede Wereldoorlog stuurde België de Force Publique naar Ethiopië om de Italianen te bevechten. Op 11 maart 1941 veroverden deze koloniale troepen Asosa, waarbij ze de Italiaanse 10e Brigade vernietigden en 1.500 krijgsgevangenen maakten.

## Geboren
- Saladin Said (29 oktober 1988), voetballer